# David Etxebarria
David Etxebarria Alkorta (nascido em 23 de julho de 1973, em Abadiano) é um ex-ciclista espanhol. Tornou-se profissional no ano de 1994 com a equipe ONCE.